# Gorka Guruzeta
Gorka Guruzeta Rodríguez (San Sebastián, Guipúzcoa, España, 12 de septiembre de 1996),  conocido como Guruzeta,  es un futbolista español que juega en la demarcación de delantero en el Athletic Club de la Primera División de España.

## Trayectoria

### Inicios
Gorka es hijo de Xabier Guruzeta, exfutbolista de la Real Sociedad y C. D. Ourense, entre otros equipos. Se inició en la cantera del Antiguoko KE a los ocho años de edad. Después pasó por el C. D. Vasconia de Donostia sus dos campañas de cadete y la primera de juvenil hasta que regresó al Antiguoko en 2013. En 2014 fichó por el C. D. Basconia, segundo filial del Athletic Club. En la temporada 2015-16 se produjo su debut con el Bilbao Athletic, primer filial, aunque únicamente participó en cinco encuentros de Segunda División.
De cara a la siguiente campaña se incorporó definitivamente al primer equipo filial, ya en Segunda B. En la temporada 2017-18 fue el máximo goleador del filial, con Gaizka Garitano en el banquillo, al lograr 18 goles en 39 partidos.
En verano de 2018, Eduardo Berizzo le incorporó a la primera plantilla del Athletic Club, después de haber realizado la pretemporada junto a otros seis jóvenes jugadores. El 27 de agosto debutó en Primera División en el empate a dos ante la S. D. Huesca. El 16 de enero de 2019 logró su primer tanto como rojiblanco al rematar de cabeza un centro de Markel Susaeta, que cumplía su partido 500. El gol sirvió para derrotar al Sevilla F. C. a domicilio, en la vuelta de los octavos de final de la Copa del Rey, aunque el triunfo por 0 a 1 fue insuficiente para clasificarse. Después de la poca participación en partidos del primer equipo, bajó al Bilbao Athletic en el tramo final de la campaña. Sin embargo, el 28 de abril sufrió una rotura del ligamento cruzado anterior en la rodilla derecha que le apartó por largo tiempo de los terrenos de juego. Tras su recuperación, siete meses después, continuó jugando en el Bilbao Athletic en la temporada 2019-20.

### CE Sabadell
El 1 de septiembre de 2020 firmó por tres temporadas con el Centre d'Esports Sabadell de Segunda División. El 22 de noviembre anotó su primer gol en el triunfo ante la UD Las Palmas (3-1). El 13 de diciembre marcó en la remontada ante el Cartagena (1-2). Un mes después adelantó al club catalán ante el CD Lugo (1-1). Sin embargo, el club arlequinado acabó perdiendo la categoría y apostó por continuar su carrera en la SD Amorebieta.

### S. D Amorebieta
El 16 de julio de 2021 se confirmó su fichaje por la S.D. Amorebieta. Tras no marcar ningún gol en los primeros cuatro meses de competición, el 5 de diciembre, marcó dos tantos a domicilio ante el Málaga (1-2), que supuso la primera victoria fuera de casa del club vizcaíno. Tras dicho doblete, encadenó una gran racha goleadora al anotar seis goles más en los siguientes siete encuentros, cuatro de ellos en los primeros minutos. El 14 de mayo de 2022 anotó el único tanto del encuentro frente a la SD Huesca, que pospuso el descenso del cuadro zornotzarra.

### Athletic Club
El 3 de julio de 2022 regresó al Athletic Club firmando un contrato de dos temporadas. El 29 de agosto anotó un doblete en la goleada ante el Cádiz CF en el Estadio Nuevo Mirandilla (0-4). El 4 de noviembre marcó su tercer tanto de la campaña, en Montilivi ante el Girona (2-1), que le situó como el futbolista con mejor promedio goleador de las cinco grandes ligas. Cuatro días después, en su primer partido como titular, anotó un doblete frente al Real Valladolid en San Mamés (3-0). El 17 de marzo de 2023 marcó, contra el Real Valladolid, en el Estadio José Zorrilla (1-3).
El 19 de agosto de 2023 marcó el segundo tanto en el triunfo frente a Osasuna (0-2). Una semana después anotó el gol de la remontada, en San Mamés, frente al Real Betis (4-2) al filo del descanso. El 16 de septiembre adelantó al conjunto rojiblanco en la goleada frente al Cádiz (3-0).El 6 de octubre marcó el primer tanto en el triunfo frente a la UD Almería (3-0).El 10 de noviembre anotó un doblete en la victoria frente al Celta de Vigo (4-3).El 2 de diciembre abrió el marcador en la goleada frente al Rayo Vallecano (4-0).El 16 de diciembre marcó en el triunfo frente al Atlético de Madrid (2-0).El 24 de enero de 2024 marcó a los 36 segundos, en San Mamés, en el triunfo frente al FC Barcelona (4-2) en los cuartos de final de Copa.El 2 de febrero marcó su décimo gol de la temporada en la goleada frente al RCD Mallorca (4-0).El 20 de febrero renovó su contrato con el club bilbaíno hasta 2028.El 29 de febrero anotó el tercer tanto frente al Atlético de Madrid en la vuelta de semifinales de Copa.El 10 de marzo marcó su undécimo gol en Liga, en el Estadio de Gran Canaria, en el triunfo ante UD Las Palmas (0-2).Una semana más tarde anotó un doblete en la victoria ante el Deportivo Alavés (2-0).El 6 de abril fue titular en la final de Copa frente al RCD Mallorca (1-1), en la que salieron campeones en la tanda de penaltis.El 19 de abril logró su decimocuarto gol liguero en un empate como local ante el Granada (1-1).
El 22 de septiembre marcó un doblete, en San Mamés, ante el Celta de Vigo (3-1).El 10 de noviembre logró el gol del empate, en el descuento, frente al Real Valladolid en el Estadio José Zorrilla (1-1).El 28 de noviembre cerró la goleada, en Liga Europa, frente al IF Elfsborg (3-0).El 4 de diciembre anotó el gol del triunfo frente al Real Madrid (2-1).El 21 de diciembre marcó de cabeza, en El Sadar, ante Osasuna (1-2).El 23 de febrero marcó uno de los tantos en la goleada contra el Valladolid (7-1).El 15 de mayo consiguió frente al Getafe (0-2) el tanto que certificó matemáticamente la clasificación a Liga de Campeones once años después.

## Estadísticas

### Clubes
Actualizado al último partido disputado el 28 de octubre de 2024.
| Club                          | Div.          | Temporada     | Liga  | Liga  | Copas nacionales | Copas nacionales | Copas internacionales | Copas internacionales | Total | Total |
| Club                          | Div.          | Temporada     | Part. | Goles | Part.            | Goles            | Part.                 | Goles                 | Part. | Goles |
| ----------------------------- | ------------- | ------------- | ----- | ----- | ---------------- | ---------------- | --------------------- | --------------------- | ----- | ----- |
| C. D. Basconia · España       | 3.ª           | 2014-15       | 22    | 6     | ―                | ―                | ―                     | ―                     | 22    | 6     |
| C. D. Basconia · España       | 3.ª           | 2015-16       | 25    | 10    | ―                | ―                | ―                     | ―                     | 25    | 10    |
| Bilbao Athletic · España      | 2.ª           | 2015-16       | 5     | 0     | ―                | ―                | ―                     | ―                     | 5     | 0     |
| Bilbao Athletic · España      | 2.ª B         | 2016-17       | 32    | 7     | ―                | ―                | ―                     | ―                     | 32    | 7     |
| Bilbao Athletic · España      | 2.ª B         | 2017-18       | 39    | 18    | ―                | ―                | ―                     | ―                     | 39    | 18    |
| Bilbao Athletic · España      | 2.ª B         | 2018-19       | 6     | 1     | ―                | ―                | ―                     | ―                     | 6     | 1     |
| Bilbao Athletic · España      | 2.ª B         | 2019-20       | 14    | 5     | ―                | ―                | ―                     | ―                     | 14    | 5     |
| Athletic Club · España        | 1.ª           | 2018-19       | 6     | 0     | 3                | 1                | ―                     | ―                     | 9     | 1     |
| C. D. Basconia · España       | 2.ª B         | 2019-20       | 22    | 2     | ―                | ―                | ―                     | ―                     | 22    | 2     |
| C. D. Basconia · España       | Total club    | Total club    | 69    | 18    | 0                | 0                | 0                     | 0                     | 69    | 18    |
| Bilbao Athletic · España      | 2.ª           | 2019-20       | 14    | 5     | ―                | ―                | ―                     | ―                     | 14    | 5     |
| Bilbao Athletic · España      | Total club    | Total club    | 105   | 36    | 0                | 0                | 0                     | 0                     | 105   | 36    |
| C. E. Sabadell F. C. · España | 2.ª           | 2020-21       | 39    | 3     | 1                | 0                | ―                     | ―                     | 40    | 3     |
| C. E. Sabadell F. C. · España | Total club    | Total club    | 39    | 3     | 1                | 0                | 0                     | 0                     | 40    | 3     |
| S. D. Amorebieta · España     | 2.ª           | 2021-22       | 37    | 13    | 1                | 0                | ―                     | ―                     | 38    | 13    |
| S. D. Amorebieta · España     | Total club    | Total club    | 37    | 13    | 1                | 0                | 0                     | 0                     | 38    | 13    |
| Athletic Club · España        | 1.ª           | 2022-23       | 30    | 6     | 7                | 0                | —                     | —                     | 37    | 6     |
| Athletic Club · España        | 1.ª           | 2023-24       | 32    | 14    | 4                | 2                | —                     | —                     | 36    | 16    |
| Athletic Club · España        | 1.ª           | 2024-25       | 36    | 7     | 3                | 0                | 12                    | 1                     | 51    | 8     |
| Athletic Club · España        | 1.ª           | 2025-26       | 1     | 0     | 0                | 0                | 0                     | 0                     | 1     | 0     |
| Athletic Club · España        | Total club    | Total club    | 105   | 27    | 17               | 3                | 12                    | 1                     | 134   | 31    |
| Total carrera                 | Total carrera | Total carrera | 355   | 97    | 19               | 3                | 12                    | 1                     | 385   | 102   |

## Palmarés

### Campeonatos nacionales
| Título       | Equipo        | País   | Año  |
| ------------ | ------------- | ------ | ---- |
| Copa del Rey | Athletic Club | España | 2024 |

## Vida personal
Es hijo del exfutbolista Xabier Guruzeta y hermano de Jon Guruzeta, futbolista de la SD Eibar.